# لانکشی اینترنشنال هتل
لانکشی اینترنشنال هتل (انگلیسی: Longxi International Hotel) ساختمان ۷۴ طبقه با کاربری هتل، مستقر در شهر ژیانگیاین، ووشی، جیانگسو، چین است، که در سال ۲۰۱۱ احداث گردید.